# Notholaena matthewsii
Notholaena matthewsii là một loài dương xỉ trong họ Pteridaceae. Loài này được Gris. mô tả khoa học đầu tiên năm 1874.
Danh pháp khoa học của loài này chưa được làm sáng tỏ. 